# Wang Yue Gu
Wang Yue Gu (越古 王, Anshan, 10 juni 1980) is een Chinees-Singaporees professioneel tafeltennisster. Hoewel ze in China werd geboren, speelt ze sinds 2005 voor Singapore. Met de nationale ploeg van haar nieuwe thuisland won ze op de Olympische Zomerspelen 2008 een zilveren medaille in het landentoernooi, evenals op de wereldkampioenschappen van dat jaar. Haar hoogste positie op de ITTF-wereldranglijst is de zesde plek, die ze in februari 2008 voor het eerst innam.

## Sportieve loopbaan
Wang Yue Gu won samen met haar teamgenoten Li Jia Wei en Feng Tian Wei een zilveren medaille op de Olympische Spelen van 2008 in Peking, wat voor Singapore de eerste Olympische medaille was sinds het in 1965 een zelfstandig land werd. Het tafeltennisteam verloor in de finale van Wang Yue Gu's geboorteland China. Dat gebeurde Wang Yue Gu eveneens in de finale van het landentoernooi op het wereldkampioenschap in Kanton dat jaar.
De geboren Chinese verliet haar land in 2004 om in Singapore te komen spelen in het kader van de Foreign Sports Talent Scheme, een lokale sportwet die het mogelijk maakt buitenlands talent te nationaliseren. Een jaar later werd ze Singaporees staatsburger. Nadat ze in 1999 voor China haar internationale (senioren)debuut maakte op de ITTF Pro Tour, maakte ze daarop in 2005 haar rentree als Singaporees speelster.
Wan Yue Gu kwam in competitieverband onder meer uit voor het Duitse FSV Kroppach, waarmee ze in 2008/09 de finale van de European Champions League verloor. Eerder speelde ze in dezelfde Duitse Bundesliga ook voor TV Busenbach.

## Erelijst
Belangrijkste resultaten:
- Wereldkampioen landenteams 2010, met Singapore (met Feng Tian Wei en Sun Bei Bei)
- Verliezend finalist wereldkampioenschap landenploegen 2008 (met Singapore)
- Zilver op de Olympische Zomerspelen 2008 in het landentoernooi (met Singapore)
- Halve finale dubbelspel WK 2007
- Winnares Zuidoost-Aziatische Spelen enkelspel 2007
- Winnares Gemenebest kampioenschappen 2007 dubbelspel (met Sun Bei Bei) en gemengd dubbel (met Yang Zi)
- Verliezend finaliste Azië Cup 2007 enkelspel

ITTF Pro Tour:
Enkelspel:
- Halvefinaliste ITTF Pro Tour Grands Finals 2008
- Winnares Japan Open 2006 en 2010
- Winnares Duitsland Open 2006
- Winnares China Open 2008

Dubbelspel:
- Halvefinaliste ITTF Pro Tour Grands Finals 2005 en 2007
- Verliezend finaliste Korea Open 2005 (met Sun Bei Bei)
- Verliezend finaliste Taipei Open 2005 (met Sun Bei Bei)
- Verliezend finaliste China Open 2005 (met Sun Bei Bei)
- Verliezend finaliste Slovenië Open 2006 (met Sun Bei Bei)
- Verliezend finaliste Frankrijk Open 2007 (met Li Jia Wei)

- Virtual International Authority File: 7328152503023910800007